# Revsnesøya
Die Revsnesøya (norwegisch für Fuchsnaseninsel) ist eine gegabelte Insel vor der Prinz-Harald-Küste des ostantarktischen Königin-Maud-Lands. Im östlichen Teil der Lützow-Holm-Bucht liegt sie unmittelbar vor dem Hamnenabben.
Norwegische Kartographen, die sie nach ihrer Form benannten, kartierten sie anhand von Luftaufnahmen der Lars-Christensen-Expedition 1936/37.